# Jordi Vendrell Cirera
Jordi Vendrell (Manlleu, 1947 – Barcelona, 8 de juliol de 2001) fou un periodista radiofònic i productor musical català.

## Biografia
Va començar davant d'un micròfon a Ràdio Joventut, al programa Al mil por mil, amb Jordi Estadella i José María Pallardó. Més tard, a Ràdio Club 25 va fer A tot rock, que va revolucionar la manera de plantejar els programes de música.
A finals dels anys 70 fou productor de músics i de cantants. En concret, a través del segell discogràfic Ocre, fou el productor del primer disc de Gato Pérez anomenat Carabruta i Pep Laguarda anomenat Brossa d'ahir.
Va ser una de les primeres veus de Catalunya Ràdio, on va treballar d'ençà el 1983. Va fer el primer programa que va emetre l'emissora, la nit de Sant Joan d'aquell any. Al setembre va ser també al davant del primer programa que es va emetre de manera regular: El lloro, el moro, el mico i el senyor de Puerto Rico, en col·laboració amb Quim Monzó i Ramon Barnils, amb els quals formava La Mercantil Radiofònica, una de les propostes més creatives de la història del periodisme radiofònic a Catalunya. Després va venir El mínim esforç i, més tard, L'orquestra, desaparegut just abans dels Jocs Olímpics del 1992, per les declaracions que hi va fer un tertulià trencant el mur de silenci al voltant de la detenció de periodistes a les redaccions de El Temps i de El Punt per part de la Guardia Civil, en el que vindria a anomenar-se Operació Garzón. Després d'això, en Vendrell va patir la resta de la seva vida un ostracisme radiofònic.
En Jordi Vendrell va ser un dels primers periodistes que, a Catalunya, van parlar d'internet de manera seriosa. El 1995 va iniciar, també a Catalunya Ràdio, el programa setmanal L'internauta, un programa que va dirigir fins a la seva mort el 2001. Va escriure articles a l'Avui, a Set Dies, a El Observador i a El Mundo.